# فهرست رودهای جهان
.

## آ
- آمازون
- آمودریا

## الف
- اُب
- آتل
- ارس
- اروند رود
- الب
- اورال
- ایرتیش
- ایندوس

## ب
- براهماپوترا

## پ
- پارانا
- پوروس

## ت
- تلخه رود
- تونگوسکای پایین

## د
- دارلینگ
- دانوب
- دن
- دنیپر
- دجله

## ر
- راین
- رود نیجر
- ریو گرانده

## ز
- زامبزی
- زرینه‌رود
- زنگمار

## س
- سائو فرانسیسکو
- سالوین
- سپیدرود
- سنت لورنس
- سند
- سزار
- سیردریا
- سیمینه‌رود

## ش
- شاهرود

## ف
- فرات

## ق
- قزل‌اوزن

## ک
- کارون
- کرخه
- کنگو

## گ
- گنگ

## ل
- لنا
- لوار
- لیمپوپو

## م
- مادیرا
- مارون
- موز
- مکنزی
- مکونگ
- موری
- می سی سی پی

## ن
- نیل
- نیجر

## ه
- هوانگ هو

## و
- ولگا

## ی
- یانگ تسه
- ینی‌سئی
- یوکان
- سیاه شهر
- ابا د رود